# 圣于连莫兰莫莱特
圣于连莫兰莫莱特（法語：Saint-Julien-Molin-Molette，法語發音：[sɛ̃ ʒyljɛ̃ mɔlɛ̃ mɔlɛt]）是法国卢瓦尔省的一个市镇，位于该省东南部，属于圣艾蒂安区。

## 地理
圣于连莫兰莫莱特（45°19'20"N, 4°36'56"E）面积9.45 平方千米，位于法国奥弗涅-罗讷-阿尔卑斯大区卢瓦尔省，该省份为法国中南部省份，北起顺时针与索恩-卢瓦尔省、罗讷省、伊泽尔省、阿尔代什省、上盧瓦爾省、多姆山省和阿列省接壤。
与圣于连莫兰莫莱特接壤的市镇（或旧市镇、城区）包括：圣雅克达蒂雪、圣马塞尔莱萨诺奈、萨瓦、阿让塔勒堡、科隆比耶、圣阿波利纳尔。

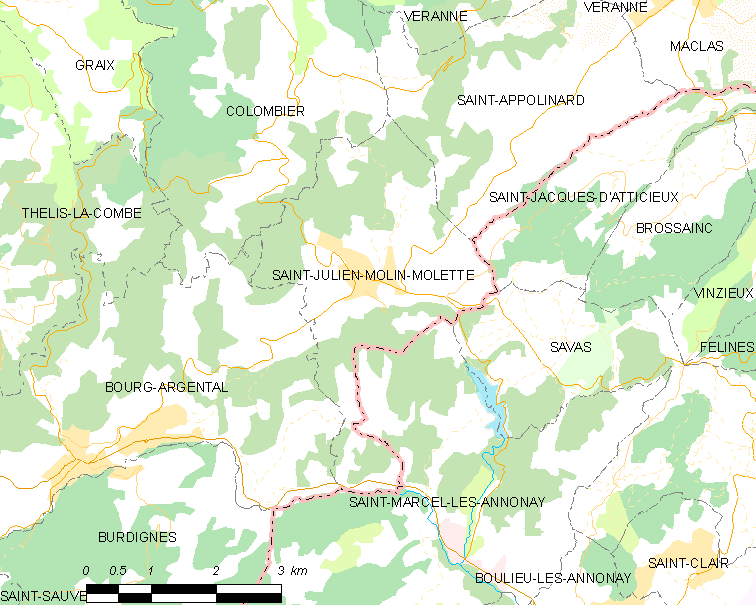
圣于连莫兰莫莱特的OSM定位图

圣于连莫兰莫莱特的时区为UTC+01:00、UTC+02:00（夏令时）。

## 行政
圣于连莫兰莫莱特的邮政编码为42220，INSEE市镇编码为42246。

## 政治
圣于连莫兰莫莱特所属的省级选区为勒皮拉县。

## 人口

1962-2008年间圣于连莫兰莫莱特人口变化图示

圣于连莫兰莫莱特于2022年1月1日时的人口数量为1143人。